# Kuthuparamba
Kuthuparamba (malabar: കൂത്തുപറമ്പ്‌) es una ciudad del estado indio de Kerala perteneciente al distrito de Kannur.
En 2001, el municipio que forma la ciudad tenía una población de 29 532 habitantes.
La localidad fue desarrollada por los británicos desde principios del siglo XX como un asentamiento militar. Adoptó estatus de panchayat en 1939 y de municipio en 1990.
Se ubica unos 15 km al noreste de Thalassery, sobre la carretera 30 que lleva a Iritty. Al sur de la localidad pasa la carretera 38 que une Cananor con Kozhikode.